# Kiosklitteratur

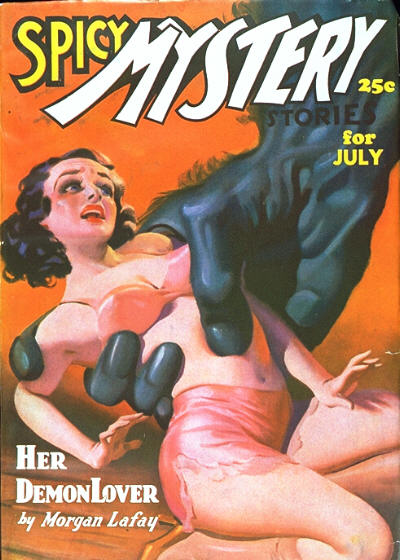
Pocketboken Spicy Mystery Stories från 1936.

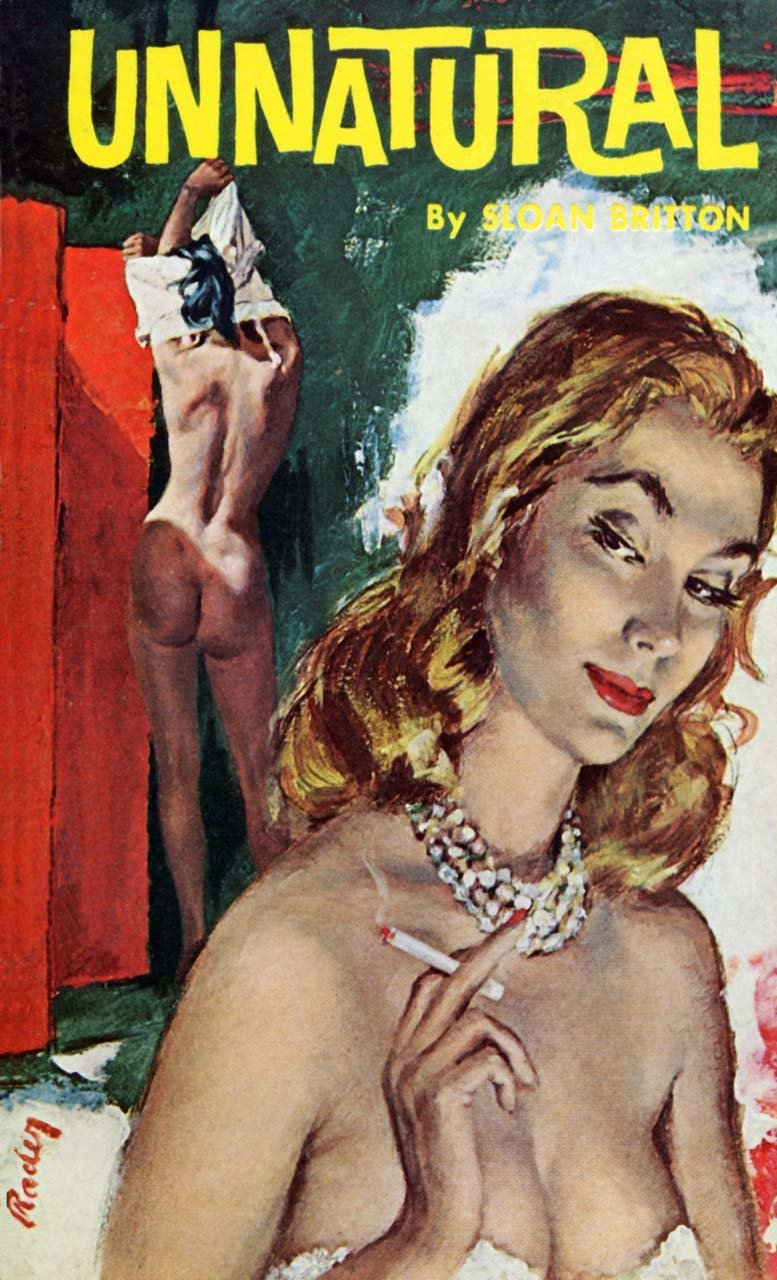
Omslag till Unnatural av Sloan Britton 1960.

Kiosklitteratur eller kioskroman, även skräplitteratur, triviallitteratur eller massmarknadslitteratur, är lättillgängliga böcker eller tidningar som ofta säljs i vanliga butiker, och där vissa böcker sålts i oerhört stora mängder.
I engelskspråkiga delar av världen kallas kiosklitteratur ofta för pulp fiction eller pulp, efter engelskans ord för pappersmassa. Kännetecknande för kiosklitteratur är att det ofta rör sig om någon form av genrelitteratur, som deckare, science fiction eller erotiska noveller. Andra kännetecken är långa bokserier med samma huvudpersoner, billiga utgåvor tryckta i dålig papperskvalitet, författaren skriver under pseudonym och omslagen är uppseendeväckande och färgstarka.
Kiosklitteratur har ofta kritiserats för att ha formelartade handlingar, ytliga rollfigurer, dåliga dialoger och vara allmänt klichéartade. De har blivit synonyma med det billiga, vulgära och okultiverade, men har också, på grund av samma kriterier, nått kultstatus.

## Bakgrund
Kiosklitteratur i Sverige var först så kallade "kioskhäften" med tonvikt på detektiv- och äventyrsberättelser. På 1950-talet började längre berättelser utges i pocketbok-format. Böckerna skrevs ofta under pseudonym och brukar delas in i genrerna detektiv- och agentromaner, västernromaner och romantik, varav de två första vände sig till män och den senare till kvinnor. Böckerna hade ofta spektakulära omslag och såldes till lågt pris. Distributionen liknade den för serietidningar, det vill säga numrerade serier där endast den senaste fanns till försäljning och tidigare osålda returnerades. Dominerande förlag i Sverige var B. Wahlströms och Wennerbergs.
Det är numera svårt att dra en klar linje mellan kiosklitteratur och annan litteratur. Förr hade kiosklitteraturen egna bokförlag, egna författare, och egna genrer. Numera finns det finkulturella deckare, etablerade författare som då och då skriver romantiska vardagsskildringar, och samma förlag kan ge ut tunga namn som lite lättare. Därför handlar diskussioner om kiosklitteratur ofta om 1930- och 1940-talets bokserier om Nick Carter, Kulla-Gulla, Biggles, vilda västern, eller sjukhusromantik. I Sverige blev kiosklitteraturen föremål för studier som del av 1968 års litteraturutredning (SOU 1972:80).
Det finns dock nyare serier, som Isfolket-serien av Margit Sandemo. På senare tid har många kiosker, bensinstationer och livsmedelsbutiker börjat sälja samma pocketböcker och ljudböcker som säljs i den vanliga bokhandeln och utrymmet för renodlad kiosklitteratur har därmed blivit mindre. Numera är det främst inom romantikgenren – såsom den som utges av Harlequin – som den renodlade kiosklitteraturen återfinns, då dessa böcker i regel inte säljs i vanliga bokhandlar.